# 딜링룸

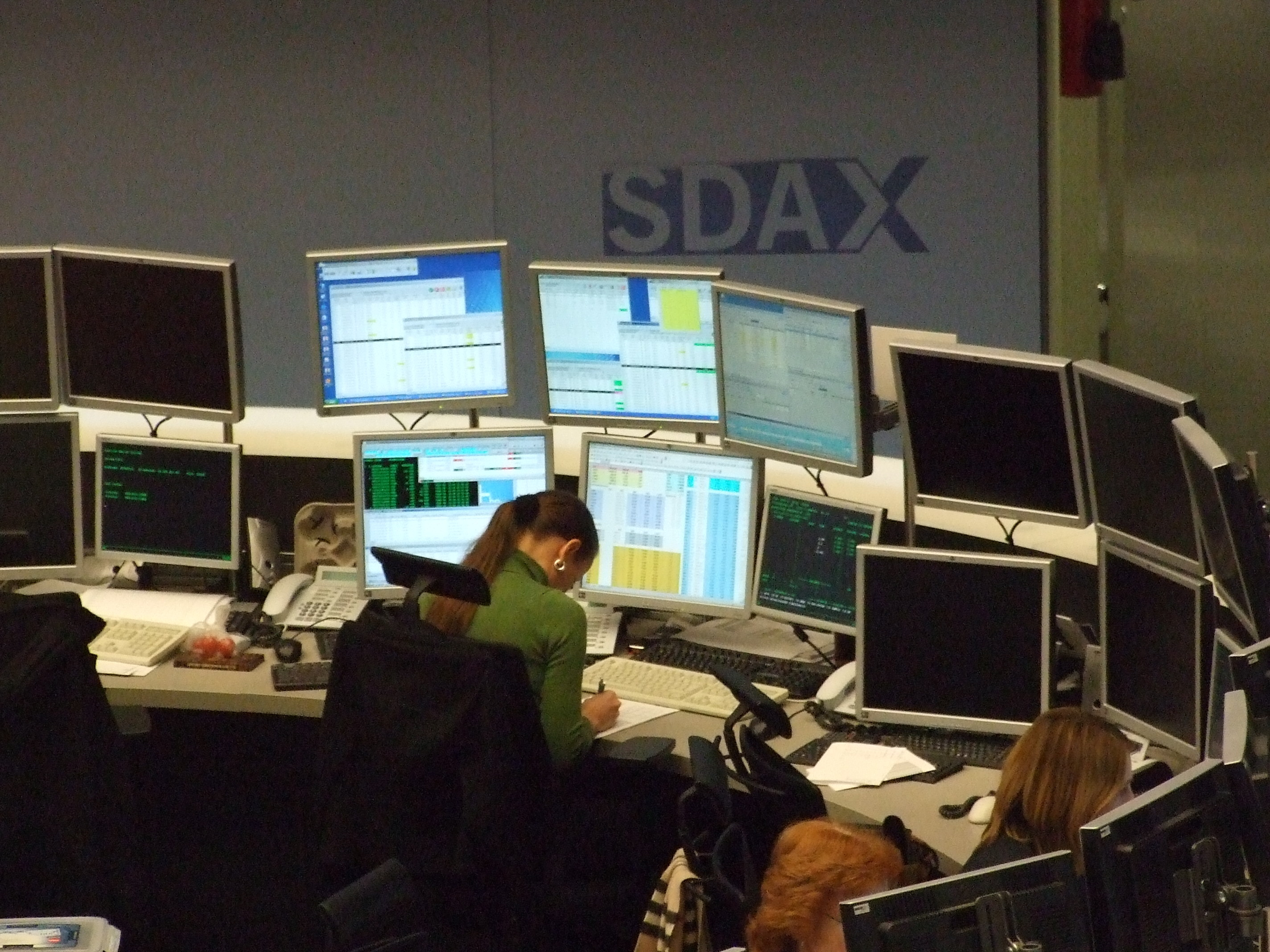
도이치 뵈르제의 주식 거래 데스크

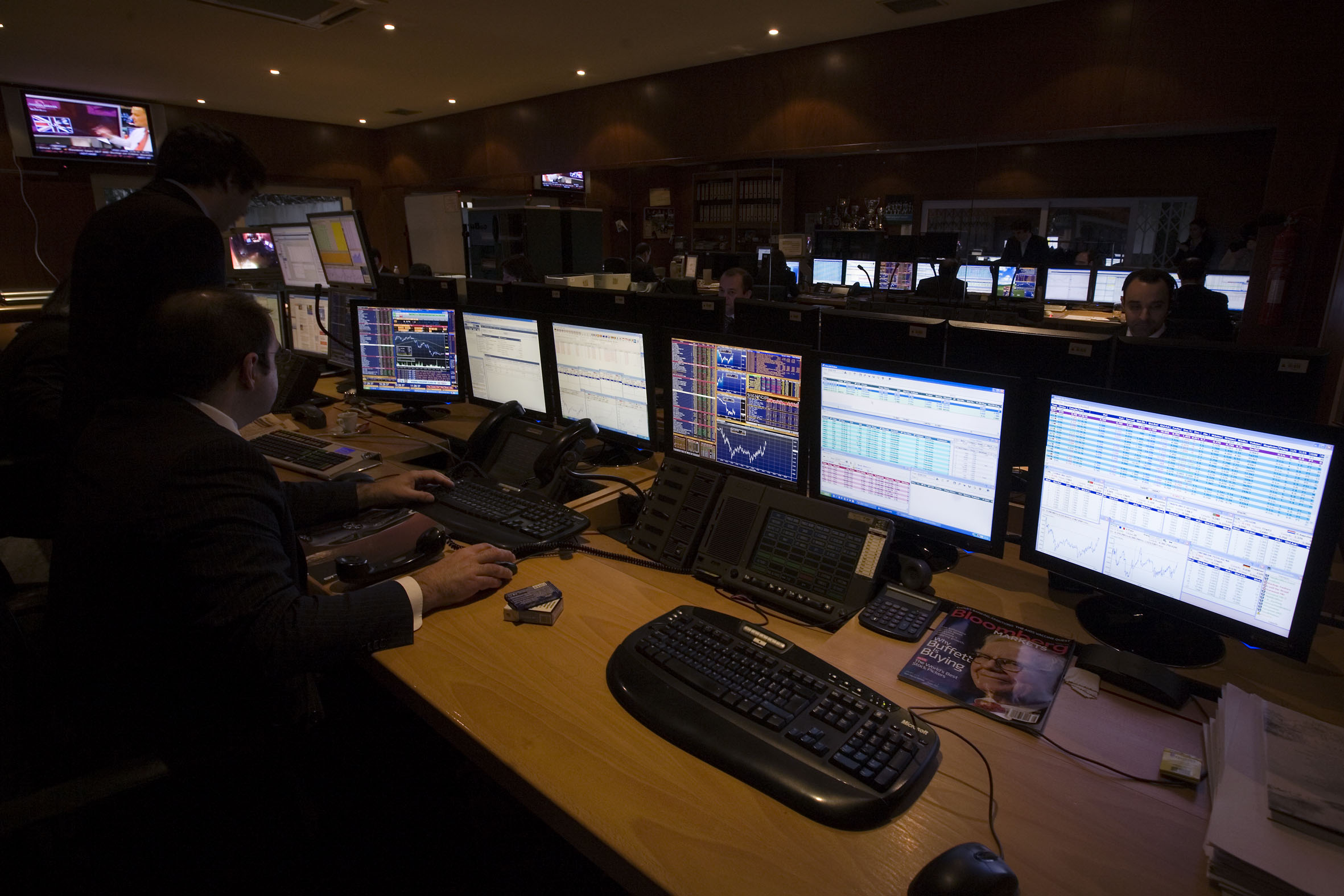
포르투갈 리스본의 은행인 방코 카레고사의 거래 데스크

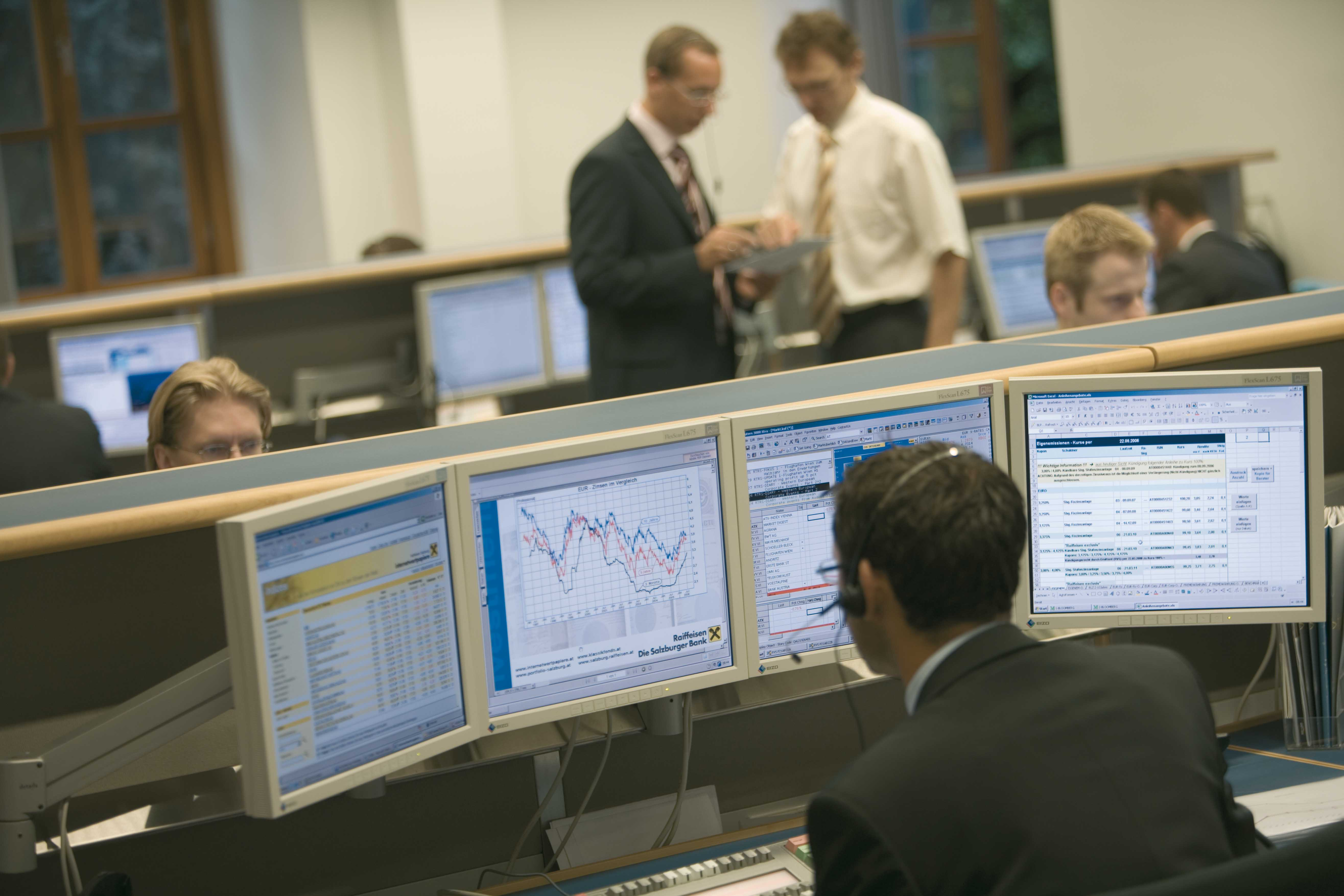
레이피젠의 딜링룸

딜링룸(영어: dealing room) 또는 트레이딩룸(영어: trading room)은 금융시장에서 거래자들이 모이는 장소로 프런트 오피스(front office)라고도 한다. 트레이딩 플로어(trading floor)라는 말도 쓰이는데, 공개 매매주문이 이루어지는 증권거래에서 따온 이름이다. 공개 매매주문은 점차 전자거래로 대체되고 있으므로 딜링룸은 금융시장에서 일종의 상징적인 장소로 남아 있다. 한편 다른 산업에 퍼지기 이전에 최신 기술이 적용되는, 금융기관에서 가장 가능성이 넘치는 장소이기도 하다.

## 같이 보기
- 유가증권